# Bruine bundelridderzwam
De bruine bundelridderzwam (Lyophyllum decastes) is een schimmel behorend tot de familie Lyophyllaceae. 

## Kenmerken

### Uiterlijke kenmerken
De hoed heeft een diameter van 3 tot 15 centimeter. De kleur van de hoed varieert van bruin via grijsbruin tot grijs. Het oppervlak kan monochromatisch zijn of er gevlekt tot gestreept uitzien. Het vlees heeft een stevige, elastische consistentie en ruikt onopvallend tot meelachtig. De witachtige lamellen zijn uitpuilend en aan de steel gehecht. De steel is gebroken wit, wordt vanaf de basis donkerder van kleur en heeft taai, vezelig vruchtvlees. De vruchtlichamen komen afzonderlijk of bij elkaar in groepen voor.

### Microscopische kenmerken
De sporen zijn kleurloos, glad, zonder kiempore, rond, inamyloïde en meten 5–6,5 μm. De basidia zijn siderofiel. Cystidia zijn niet aanwezig.

## Ecologie
De bruine bundelridderzwam is een saprobiont en wordt vaak aangetroffen in loof- en gemengde bossen en op weilanden. Hij heeft de voorkeur voor losse, humusrijke bodems. De vruchtlichamen komen met name voor tussen het voorjaar en het najaar.

## Verspreiding
De paddenstoel komt voor in Noord-Amerika, Europa en Japan.